# Louise Catherine Breslau

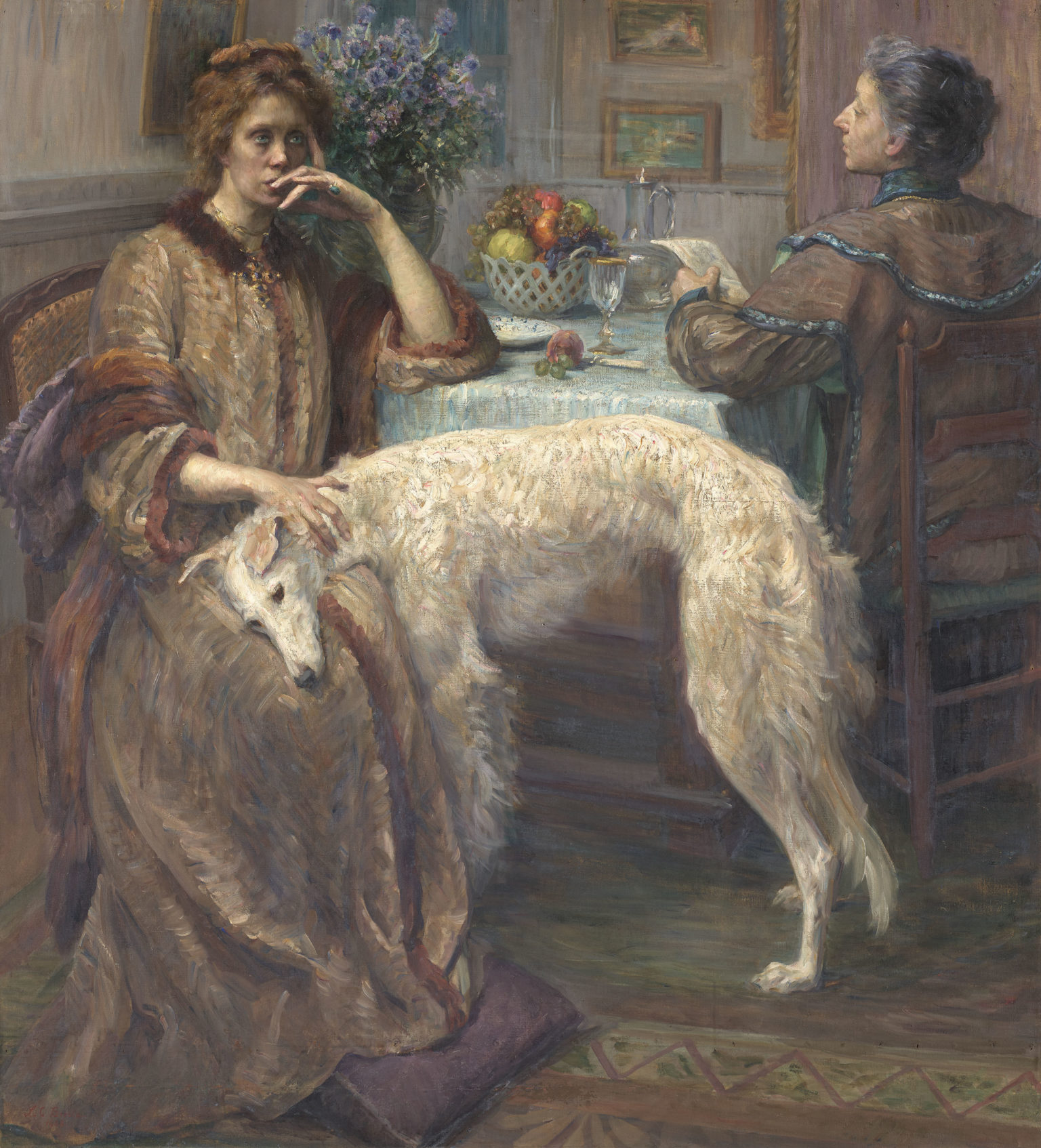
La vie pensive (1908), Musée cantonal des Beaux-Arts.

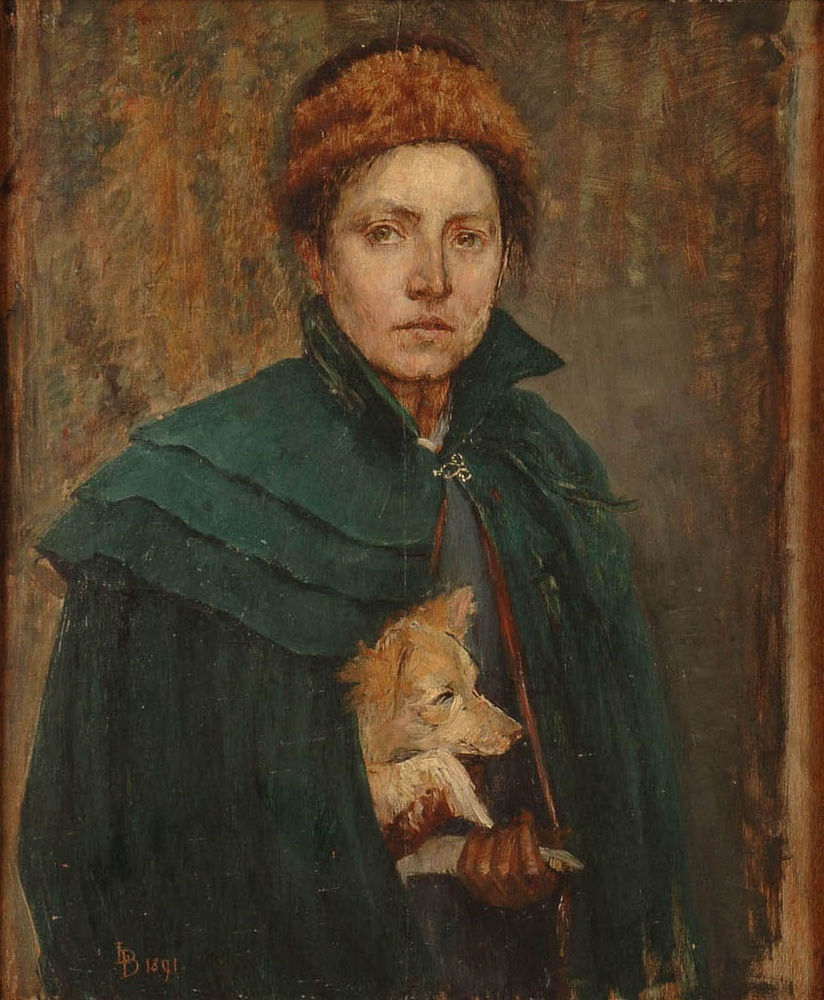
Autoportrait – Självporträtt av Louise Catherine Breslau (1891), Strasbourg Museum of Modern and Contemporary Art.

Marie Louise Catherine Breslau, född 6 december 1856 i München, död 12 maj 1927 i Neuilly-sur-Seine, var en tysk-schweizisk konstnär.
Breslau var främst verksam i Paris, och vann stort anseende främst som litograf och pastelltecknare, särskilt genom eleganta dam- och barnporträtt, samt interiörer och vardagsscener. I slutet av 1800-talet tillhörde Louise Breslau den svenska konstnärskolonien i Frankrike. Ett porträtt i olja av Ernst Josephson målat av henne finns på Nationalmuseum i Stockholm.

## Biografi
Marie Louise Catherine Breslau föddes i München och växte upp i Zürich i Schweiz. Hon var äldst av fyra döttrar. Hennes föräldrar var Catherine Freiin von Brandenstein-Breslau och gynekologen Bernhard Breslau. Hennes far dog vid 37 års ålder. Som tonåring studerade hon för målaren Eduard Pfyffer. Vid 19 års ålder flyttade Breslau till Paris, och hon var bosatt i Frankrike resten av sitt liv. Hon studerade vid Académie Julian, under Rodolphe Julian och Tony Robert-Fleury. Det var här hon träffade Marie Bashkirtseff och Madeleine Zillhardt. Zillhardt flyttade in hos Breslau i slutet av 1887, och de levde tillsammans fram till Breslaus död 1927. Under studietiden bodde även Sophie Schaeppi och sångerskan Maria Feller hos Breslau. Andra konstnärer i hennes vänkrets från skolan var irländska konstnären Sara Purser och franska Jenny Zillhardt.
Under sin livstid producerade Louise Breslau många självporträtt. Flera av dessa visar en bild av hennes vardag i Paris. Hennes partner Madeleine Zillhardt förekommer ofta i bild, som i målningen La vie pensive.